# 8 novembre en sport
8 octobre 8 décembre
Chronologies thématiques
- Croisades
- Ferroviaires
- Disney

Le 8 novembre (312e jour de l'année ou 313e en cas d'année bissextile) en sport.

## Événements

### XIXesiècle
- 1869 : 
  - (Baseball) : fin de la saison de baseball aux États-Unis. Les Cincinnati Red Stockings, invaincus en 57 matchs, sont l’incontestable équipe de l’année. Ces pionniers du baseball professionnel ont évolué devant 200 000 spectateurs pour une soixantaine de matchs et parcouru près de 20 000 km. Le bilan financier de cette première saison professionnelle est positif : 1,39 dollars de bénéfice[1].
- 1889 : 
  - (Golf /Majeur) : Début de la 29e édition du Open britannique qui se déroule sur le parcours de Musselburgh Links à Musselburgh en Écosse.

### XXesièclede1951à2000
- 1992 :
  - (Formule 1) : Grand Prix automobile d'Australie.

### XXIesiècle
- 2014 :
  - (Rugby à XV) : dans les test-matchs organisés ce jour, le nord l'emporte sur le sud. à  Twickenham, les Néo-Zélandais s'imposent face à l'Angleterre 24-21. Au Millennium Stadium de Cardiff, l'Australie s'est imposée de justesse face au Pays de Galles 33-28. La France s'impose 40-15 face aux Fidji. L'Irlande bat l'Afrique du Sud 29-15. À Murrayfield, l'Écosse s'impose face à l'Argentine 41-31. L'Italie bat les Samoa 24-13.
- 2015 :
  - (Tennis /Masters 1000) : dans le Tournoi de tennis de Paris-Bercy, victoire de Novak Djokovic dans le simple messieurs. En finale, il bat Andy Murray, décrochant à cette occasion le 58e titre en simple de sa carrière sur le circuit ATP. L'épreuve de double voit quant à elle s'imposer Ivan Dodig et Marcelo Melo.
- 2019 :
  - (Voile /Course en double) : les Français Gilles Lamiré et Antoine Carpentier, à bord du Multi50 Groupe GCA - Mille et un sourires, remportent la 14e édition de la Transat Jacques-Vabre à Salvador de Bahia au Brésil en 11 jours, 16 heures, 34 minutes et 41 secondes[2].
- 2020 :
  - (Cyclisme sur route /Tour d'Espagne) : sur la 18e et dernière étape du Tour d'Espagne qui se déroule entre l'Hippodrome de la Zarzuela et Madrid, sur une distance de 124,2 km, victoire de l'Allemand Pascal Ackermann. C'est le Slovène Primož Roglič qui remporte la Vuelta 2021[3].
  - (Voile /Course au large en solitaire) : Départ des Sables-d'Olonne de la 9e édition du Vendée Globe pour les trente-trois concurrents engagés dans la course  autour du monde en monocoque en solitaire et sans escale[4].

## Naissances

### XIXesiècle
- 1847 : 
  - Henry Holmes Stewart, footballeur écossais. († 20 mars 1937).
- 1857 : 
  - Frank Purdon, joueur de rugby à XV gallois. (4 sélections en équipe nationale). († ?).
- 1868 : 
  - Joe Choynski, boxeur américain. († 24 janvier 1943).
- 1890 : 
  - René Guénot, cycliste sur route français. († 6 mai 1965).

### XXesièclede1901à1950
- 1903 :
  - Luigi Allemandi, football puis entraîneur italien. Champion du monde de football 1934. (24 sélections en équipe nationale). († 25 septembre 1978).
- 1913 :
  - Lou Ambers, boxeur américain. Champion du monde poids légers de boxe de 1936 à 1938 et de 1939 à 1940. († 25 avril 1995).
  - Rudolf Harbig, athlète de sprint et de demi-fond allemand. Médaillé de bronze du relais 4 × 400 m aux Jeux de Berlin 1936. Champion d'Europe d'athlétisme du 800 m et du relais 4 × 400 m 1938. Détenteur du record du monde du 400 m du 12 août 1939 au 2 juillet 1948, et du record du monde du 800 m du 15 juin 1939 au 3 août 1955. († 5 mars 1944).
- 1921 :
  - Col Windon, joueur de rugby à XV australien. (20 sélections en équipe nationale). († 3 novembre 2003).
- 1922 :
  - Ademir, footballeur brésilien. Vainqueur de la Copa América 1949. (39 sélections en équipe nationale). († 11 mai 1996).
- 1924 :
  - Johnny Bower, hockeyeur sur glace canadien. († 26 décembre 2017).
- 1931 :
  - Mihai Nedef, basketteur puis entraîneur roumain. (258 sélections en équipe nationale). († 10 juin 2017).
  - Jim Redman, pilote de moto sud-rhodésien puis zimbabwéen. Champion du monde de vitesse moto en 250cm³ et 350cm³ 1962 et 1963 puis champion du monde de vitesse moto en 350cm³ 1964 et 1965. (45 victoires en Grand Prix).
- 1933 :
  - Peter Arundell, pilote de F1 britannique. († 16 juin 2009).
- 1938 :
  - Tom Sanders, basketteur puis entraineur américain.
- 1942 :
  - Alessandro Mazzola, footballeur italien. Champion d'Europe de football 1968. Vainqueur des Coupe des clubs champions 1964 et 1965. (70 sélections en équipe nationale).
- 1943 :
  - Martin Peters, footballeur puis entraîneur anglais. Champion du monde de football 1966. Vainqueur de la Coupe d'Europe des vainqueurs de coupe 1965 et de la Coupe UEFA 1972. (67 sélections en équipe nationale). († 21 décembre 2019).
- 1946 :
  - Guus Hiddink, footballeur puis entraîneur néerlandais. Vainqueur de la Coupe des clubs champions 1988. Sélectionneur de l'équipe des Pays-Bas de 1994 à 1998 et de 2014 à 2015, de l'équipe de Corée du Sud de 2001 à 2002, de l'équipe d'Australie de 2005 à 2006, de l'équipe de Russie de 2006 à 2010, de l'équipe de Turquie de 2010 à 2011 et de l'équipe de Curaçao de 2020 à 2021.
- 1947 :
  - Giorgio Francia, pilote de courses automobile italien.

### XXesièclede1951à2000
- 1952 :
  - Guy Delage, navigateur et ingénieur français.
  - Jan Raas, cycliste sur route puis directeur sportif néerlandais. Champion du monde de cyclisme sur route 1979. Vainqueur du Tour des Pays-Bas 1979, de Milan-San Remo 1977, des Amstel Gold Race 1977, 1978, 1979, 1980 et 1982, des Tours des Flandres 1979 et 1983 et de Paris-Roubaix 1982.
- 1953 :
  - Giorgos Foiros, footballeur puis entraîneur grec. (52 sélections en équipe nationale).
- 1957 :
  - Alan Curbishley, footballeur puis entraîneur anglais.
  - Tim Shaw, nageur et joueur de water-polo américain. Médaillé d'argent du 400 m nage libre aux Jeux de Montréal 1976 puis médaillé d'argent en water-polo aux Jeux de Los Angeles 1984. Champion du monde de natation du 200, 400 et 1 500 m nage libre 1975.
- 1959 :
  - Selçuk Yula, footballeur puis entraîneur turc. (22 sélections en équipe nationale). († 6 août 2016).
- 1960 :
  - Pascal Quintin, navigateur français.
- 1965 :
  - Jeff Blauser, joueur de baseball américain.
- 1967 :
  - Henry Rodríguez, joueur de baseball dominicain.
- 1968 :
  - Keith Jones, hockeyeur sur glace canadien.
- 1971 :
  - Sami Repo, fondeur finlandais. Médaillé de bronze du relais 4 × 10 km aux Jeux de Nagano 1998.
- 1973 :
  - Frédéric Brando, footballeur puis consultant TV français.
- 1974 :
  - Penny Heyns, nageuse sud-africaine. Championne olympique du 100 et 200 m brasse aux Jeux d'Atlanta 1996 puis médaillée de bronze du 100 m brasse aux Jeux de Sydney 2000.
- 1975 :
  - Brevin Knight, basketteur américain.
  - José Manuel Pinto, footballeur espagnol. Vainqueur des Ligue des champions 2009 et 2011.
- 1976 :
  - Nicolas Gillet, footballeur français. (1 sélection en équipe de France).
- 1979 :
  - Adem Ören, basketteur turc.
- 1980 :
  - Richard Haughton, joueur de rugby à XV anglais.
- 1981 :
  - Joe Cole, footballeur anglais. (56 sélections en équipe nationale).
- 1983 :
  - Blanka Vlašić, athlète de sauts en hauteur croate. Médaillée d'argent aux Jeux de Pékin 2008. Championne du monde d'athlétisme du saut en hauteur 2007 et 2009. Championne d'Europe d'athlétisme du saut en hauteur 2010.
- 1984 :
  - Lorenzo Williams, basketteur américain.
- 1985 :
  - Vincent Bessat, footballeur français.
- 1987 :
  - Jonathan Gibson, basketteur américain.
  - Eduardo Gurbindo, handballeur espagnol. Vainqueur de la Ligue des champions 2015. (94 sélections en équipe nationale).
  - Greg Mansell, pilote de courses automobile britannique.
  - Nina Windmüller, footballeuse allemande.
- 1988 :
  - Malcolm Thomas, basketteur américain.
- 1989 :
  - Stine Bodholt Nielsen, handballeuse danoise. (71 sélections en équipe nationale).
  - Morgan Schneiderlin, footballeur français. (15 sélections en équipe de France).
  - Giancarlo Stanton, joueur de baseball américain.
- 1991 :
  - Nikola Kalinić, basketteur serbe. Médaillé d'argent aux Jeux de Rio 2016. Vainqueur de l'Euroligue 2017.
- 1992 :
  - Konstantin Komarek, hockeyeur sur glace autrichien.
  - Jordan Tolbert, basketteur américain.
- 1993 :
  - Przemysław Karnowski, basketteur polonais.
- 1994 :
  - Gregory Daniel, cycliste sur route américain.
  - Diawandou Diagne, footballeur sénégalais. (2 sélections en équipe nationale).
  - Matheus Doria, footballeur brésilien. (1 sélection en équipe nationale).
- 1995 :
  - Xan de Waard, hockeyeuse sur gazon néerlandaise. Médaillée d'argent aux Jeux de Rio 2016 puis championne olympique aux Jeux de Tokyo 2020 et aux Jeux de Paris 2024. Championne du monde de hockey sur gazon féminin 2014, 2018 et 2022. Championne d'Europe de hockey sur gazon féminin 2017, 2019 et 2023. (209 sélections en équipe nationale).
- 1996 :
  - David Aubry, nageur français. Médaillé de bronze du 800 m aux Mondiaux de natation 2019 et du 1 500m nage libre à ceux de 2024. Médaillé de bronze du relais mixte 4 × 1 250 m en eau libre 2018.
  - Ryōyū Kobayashi, sauteur à ski japonais.Champion olympique du petit tremplin et médaillé d'argent du grand aux Jeux de Pékin 2022.
  - Jens Stage, footballeur danois. (2 sélections en équipe nationale).
- 2000 :
  - David Zima, footballeur tchèque. (22 sélections en équipe nationale).

### XXIesiècle
- 2002 :
  - Henry Arundell, joueur de rugby à XV anglais. (10 sélections en équipe nationale).
  - Konstantínos Tzolákis, footballeur grec. (1 sélection en équipe nationale).
- 2003 :
  - Keyonte George, basketteur américain.

## Décès

### XIXesiècle
- 1865 : 
  - Tom Sayers, 39 ans, boxeur anglais. (° 25 mai 1826).
- 1894 : 
  - King Kelly, 36 ans, joueur de baseball américain. (° 31 décembre 1857).

### XXesièclede1901à1950
- 1929 :
  - Albert Shepherd, 44 ans, footballeur anglais. (2 sélections en équipe nationale). (° 10 septembre 1885).
- 1941 :
  - Charles-Henri Brasier, 77 ans, pilote de courses automobile et industriel français. (° 9 mars 1864).
- 1944 : 
  - André Abegglen, 35 ans, footballeur suisse. (52 sélections en équipe de Suisse). (° 7 mars 1909).
  - Billy Crone, 81 ans, footballeur nord-irlandais. (12 sélections en équipe nationale). (° 31 août 1863).

### XXesièclede1951à2000
- 1962 : 
  - Jack Reynolds, 81 ans, footballeur puis entraîneur anglais. (° 23 septembre 1881).
- 1985 : 
  - Nicolas Frantz, 86 ans, cycliste sur route et de cyclo-cross luxembourgeois. Vainqueur des Tours de France 1927 et 1928. (° 4 novembre 1899).
  - Masten Gregory, 53 ans, pilote de F1 et de courses d'endurance américain. Vainqueur des 24 Heures du Mans 1965. (° 29 février 1932).
- 1988 : 
  - Oskar Rohr, 76 ans, footballeur allemand. (4 sélections en équipe nationale). (° 24 mars 1912).
- 1995 : 
  - Aimé Nuic, 83 ans, footballeur puis entraîneur français. (2 sélections équipe de France). (° 8 juillet 1912).

### XXIesiècle
- 2004 : 
  - Lennox Miller, 58 ans, athlète de sprint jamaïcain puis américain. Médaillé d'argent du 100 m aux Jeux de Mexico 1968 puis médaillé de bronze du 100 m aux Jeux de Munich 1972. (° 8 octobre 1946).
- 2008 : 
  - Régis Genaux, 35 ans, footballeur puis entraîneur belge. (22 sélections en équipe nationale). (° 31 août 1973).
- 2011 : 
  - Valentin Ivanov, 76 ans, footballeur et ensuite entraîneur soviétique puis russe. Champion olympique aux Jeux de Melbourne 1956. Champion d'Europe de football 1960. (59 sélections en équipe nationale). (° 19 novembre 1934).
  - Ed Macauley, 83 ans, basketteur américain. (° 22 mars 1928).
- 2017 : 
  - Josip Weber, 52 ans, footballeur yougoslave puis croate et ensuite belge. (2 sélections  avec l'équipe de Croatie et 8 avec l'équipe de Belgique). (° 16 novembre 1964).
- 2020 : 
  - Howie Meeker, 97 ans, hockeyeur sur glace puis entraîneur et homme politique canadien. (° 4 novembre 1923).
- 2022 :
  - George Young, 85 ans, athlète de steeple américain. Médaillé de bronze du 3 000m steeple aux jeux de Mexico 1968. (° 24 juillet 1937).
  - Fernand Zago, 80 ans, joueur de rugby à XV français. (2 sélections en équipe de France). (° 27 février 1942).